# Verband Rheinisch-Bergisch-Märkischer Karnevalsgesellschaften
Der Verband Rheinisch-Bergisch-Märkischer Karnevalsgesellschaften e.V. Wuppertal, kurz RBM, ist ein 1949 gegründeter Regionalverband von Karnevalsgesellschaften aus dem sich nordöstlich Kölns bis ins südliche Ruhrgebiet erstreckenden Raum Rhein-Berg-Mark mit Sitz in Wuppertal. Ihm sind rund 70 Karnevals-Gesellschaften aus Altena, Erkrath, Gevelsberg, Haan, Hagen, Hattingen, Herdecke, Hilden, Hückeswagen, Lüdenscheid, Mettmann, Solingen, Radevormwald, Remscheid, Velbert, Wülfrath und Wuppertal angeschlossen. Der RBM ist Mitglied im Bund Deutscher Karneval.
Die Verwaltungsgeschäftsstelle des 1949 gegründeten Verbandes befindet sich in Langenfeld/Rhld. Präsident ist Kurt Weisdörfer.